# Hypo Group Tennis International
Hypo Group Tennis International är en tennisturnering som spelas årligen i Pörtschach, Österrike. Turneringen är en del av kategorin 250 Series på ATP-touren och har spelats sedan 1981, underlaget är grus.

## Resultat

### Singel
| Plats                 | År                | Mästare                | Finalist              | Resultat      |
| --------------------- | ----------------- | ---------------------- | --------------------- | ------------- |
| Bari, Italien         | 1981              | Zoltan Kuharszky       | Paolo Bertolucci      | 6-4, 6-0      |
| Bari, Italien         | 1982              | Paul McNamee           | Balázs Taróczy        | 6-2, 6-2      |
| Bari, Italien         | 1983              | Corrado Barazzutti     | Carlos Castellán      | 6-0, 6-1      |
| Bari, Italien         | 1984              | Henrik Sundström       | Pedro Rebolledo       | 7-5, 6-4      |
| Bari, Italien         | 1985              | Claudio Panatta        | Lawson Duncan         | 6-2, 1-6, 7-6 |
| Bari, Italien         | 1986              | Kent Carlsson          | Horacio de la Peña    | 7-5, 6-7, 7-5 |
| Bari, Italien         | 1987              | Claudio Pistolesi      | Francesco Cancellotti | 6-7, 7-5, 6-3 |
| Bari, Italien         | 1988              | Thomas Muster          | Marcelo Filippini     | 2-6, 6-1, 7-5 |
| Bari, Italien         | 1989              | Juan Aguilera          | Marián Vajda          | 4-6, 6-3, 6-4 |
| Genua, Italien        |                   |                        |                       |               |
| 1990                  | Ronald Agenor     | Tarik Benhabiles       | 3-6, 6-4, 6-3         |               |
| 1991                  | Carl-Uwe Steeb    | Jordi Arrese           | 6-3, 6-4              |               |
| 1992                  | Andrei Medvedev   | Guillermo Pérez-Roldán | 1-6, 6-3, 6-3         |               |
| 1993                  | Thomas Muster     | Magnus Gustafsson      | 7-6, 6-4              |               |
| St. Pölten, Österrike |                   |                        |                       |               |
| 1994                  | Thomas Muster     | Tomás Carbonell        | 4-6, 6-2, 6-4         |               |
| 1995                  | Thomas Muster     | Bohdan Ulihrach        | 6-3, 3-6, 6-1         |               |
| 1996                  | Marcelo Ríos      | Félix Mantilla         | 6-2, 6-4              |               |
| 1997                  | Marcelo Filippini | Patrick Rafter         | 7-6, 6-2              |               |
| 1998                  | Marcelo Ríos      | Vincent Spadea         | 6-2, 6-0              |               |
| 1999                  | Marcelo Ríos      | Mariano Zabaleta       | 4-4 (uppgivet)        |               |
| 2000                  | Andrei Pavel      | Andrew Ilie            | 7-5, 3-6, 6-2         |               |
| 2001                  | Andrea Gaudenzi   | Markus Hipfl           | 6-0, 7-5              |               |
| 2002                  | Nicolás Lapentti  | Fernando Vicente       | 7-5, 6-4              |               |
| 2003                  | Andy Roddick      | Nikolay Davydenko      | 6-3, 6-2              |               |
| 2004                  | Filippo Volandri  | Xavier Malisse         | 6-1, 6-4              |               |
| 2005                  | Nikolaj Davydenko | Jürgen Melzer          | 6-3, 2-6, 6-4         |               |
| Pörtschach, Österrike |                   |                        |                       |               |
| 2006                  | Nikolaj Davydenko | Andrei Pavel           | 6-0, 6-3              |               |
| 2007                  | Juan Mónaco       | Gaël Monfils           | 7-6(3), 6-0           |               |
| 2008                  | Nikolaj Davydenko | Juan Mónaco            | 6-2, 2-6, 6-2         |               |